# 권순형 (1983년)
권순형(1983년 5월 5일 ~ )은 대한민국의 축구 선수이며, 포지션은 골키퍼이다.